# Bertrand Blier
Bertrand Blier (Boulogne-Billancourt, 1939. március 14. – Párizs, 2025. január 20.) ötszörös César-díjas francia filmrendező, színész, forgatókönyvíró.

## Élete
Bertrand Blier 1939. március 14-én született Bernard Blier színész és Giséle Brunet gyermekeként.
Karrierje kezdetén asszisztens volt. 1960–61-ben rövid dokumentumfilmeket forgatott, majd filmrendező lett. Regényeket és forgatókönyveket írt.

## Magánélete
1973-ban feleségül vette Catherine Florin-t.

## Filmjei
- Hitler? Nem ismerem (1962)
- Ha kém lennék (1967)
- Bohózat lőporral (1971)
- Herék, avagy a tojástánc (1974)
- Calmos (1975)
- Elő a zsebkendőkkel! (1977)
- Hidegtál (1979)
- Mostohaapa (1981)
- A haverom nője (1983)
- A mi történetünk (1984)
- Estélyi ruha (1986)
- Túl szép hozzád (1989)
- Kösz, megvagyok (1991)
- Ipi-apacs egy, kettő, három... (1993)
- Az én pasim (1996)
- Színészek (2000)
- Eladó a szerelem (2005)

## Díjai
- César-díj (1980, 1985, 1990)
- Nemzeti Film Nagydíj (1989)
- cannes-i különdíj (1989)